# 罗家桥站
罗家桥站，又称罗桥站，是位于中华人民共和国湖北省黄石市大冶市罗家桥街道的一个火车站，坐落于大冶市区西侧，站场中心位于武九铁路大冶附属线K11+559处:武汉局集团管界图。

## 历史
该站为武九铁路（大冶附属线）与黄石市地方铁路山南铁路的接轨站，于2004年6月18日开站运营。建站初期站内有4条股道，其中正线1条，车站仅为西塞山电厂提供电煤运输，至2007年时货物到达量达120万吨:169。2019年7月，黄石市申请的山南铁路适应性改造工程项目获批，此后罗家桥站增建股道1条，信号系统也随之更新改造。
2020年后，棋盘洲的黄石新港开始投入运营，该港设置有专用线与山南铁路相接。国家铁路局与长江航运依托新港与罗家桥站间的铁路线路为中转枢纽，开始发展铁水联运。货物在棋盘洲上岸后，需要在罗家桥站中转发往目的地，因而该站在此之后的货运量有所增长并进一步成为鄂东地区的货运枢纽，年接发量超370万吨。该站除担负进口粮食、矿产外，还担负北煤南运、北粮西运等多项中转业务。